# SOCOM: U.S. Navy SEALs - Fireteam Bravo
SOCOM: U.S. Navy SEALs - Fireteam Bravo est un jeu vidéo de tir tactique développé par Zipper Interactive et édité par Sony Computer Entertainment, sorti en 2005 sur PlayStation Portable.

## Accueil
- Jeuxvideo.com : 14/20[1]